# Gyliano van Velzen
Gyliano Mauritzio Marvin Jermaine Van Velzen (Amsterdam, 14 april 1994) is een Nederlands voetballer die als linksbuiten voor VVSB speelt.

## Clubcarrière
Van Velzen begon met voetballen bij FC Abcoude en speelde tussen 2007 en 2010 in de jeugdopleiding van AFC Ajax. Op zestienjarige leeftijd nam Manchester United FC hem op in zijn jeugdopleiding. Uiteindelijk stond Van Velzen drie seizoenen onder contract op Old Trafford, maar speelde hij geen enkele wedstrijd voor de club. Tijdens het seizoen 2012/13 werd hij verhuurd aan Royal Antwerp FC. Hier speelde de flankspeler twaalf wedstrijden, waarin hij goed was voor een treffer.
Nadat zijn aflopende verbintenis bij Manchester United niet werd verlengd, keerde Van Velzen terug naar Nederland. Daar ging hij in de Eredivisie aan de slag bij FC Utrecht. In twee seizoenen tijd kwam hij in Stadion Galgenwaard niet verder dan zeven wedstrijden. In de zomer van 2015 vertrok hij naar FC Volendam. Als belangrijke schakel in het elftal maakte hij 59 keer zijn opwachting en zorgde hij zeven keer voor een doelpunt.
Halverwege seizoen 2016/17 verdiende hij een transfer naar Eredivisionist Roda JC. In Kerkrade speelde hij anderhalf jaar op het hoogste niveau. In 2018 degradeerden de Limburgers naar de Keuken Kampioen Divisie, maar Van Velzen bleef zijn werkgever trouw. In het seizoen 2018/19 was hij 29 keer van de partij bij Roda JC en wist de vleugelspeler zes doelpunten te maken. Roda JC eindigde op een teleurstellende dertiende plek in de Eerste Divisie.
Na zeven seizoenen liet Van Velzen de Nederlandse velden achter zich en keerde hij terug naar het Verenigd Koninkrijk. Hij ging aan de slag bij vierdedivisionist Crawley Town. Hier kwam hij nauwelijks aan spelen toe en in de laatste maanden van het seizoen werd hij dan ook verhuurd aan het een divisie lager uitkomende Aldershot Town FC. In september 2020 werd zijn contract bij Crawley Town ontbonden. Hij vervolgde zijn loopbaan in de Nederlandse Eerste divisie bij Telstar uit Velsen.
Na twee seizoenen bij Telstar speelde Van Velzen nog een seizoen op Cyprus voor tweedeklasser Peyia 2014, waarna hij stopte als profvoetballer. Hij sloot voor het seizoen 2023/24 aan bij VVSB.

## Clubstatistieken
| Seizoen         | Club                  | Competitie      | Competitie | Competitie | Beker | Beker | Play-offs | Play-offs | Totaal | Totaal |
| Seizoen         | Club                  | Competitie      | Wed.       | Dlp.       | Wed.  | Dlp.  | Wed.      | Dlp.      | Wed.   | Dlp.   |
| --------------- | --------------------- | --------------- | ---------- | ---------- | ----- | ----- | --------- | --------- | ------ | ------ |
| 2012/13         | Royal Antwerp (huur)  | Tweede klasse   | 12         | 1          | 0     | 0     | 0         | 0         | 12     | 1      |
| Club totaal     | Club totaal           | Club totaal     | 12         | 1          | 0     | 0     | 0         | 0         | 12     | 1      |
| 2013/14         | FC Utrecht            | Eredivisie      | 5          | 0          | 0     | 0     | 0         | 0         | 5      | 0      |
| 2014/15         | FC Utrecht            | Eredivisie      | 2          | 0          | 0     | 0     | 0         | 0         | 2      | 0      |
| Club totaal     | Club totaal           | Club totaal     | 7          | 0          | 0     | 0     | 0         | 0         | 7      | 0      |
| 2015/16         | FC Volendam           | Eerste divisie  | 30         | 3          | 1     | 0     | 2         | 0         | 33     | 3      |
| 2016/17         | FC Volendam           | Eerste divisie  | 22         | 3          | 4     | 1     | 0         | 0         | 26     | 4      |
| Club totaal     | Club totaal           | Club totaal     | 52         | 6          | 5     | 1     | 2         | 0         | 59     | 7      |
| 2016/17         | Roda JC               | Eredivisie      | 12         | 1          | 0     | 0     | 3         | 1         | 15     | 2      |
| 2017/18         | Roda JC               | Eredivisie      | 22         | 0          | 3     | 0     | 0         | 0         | 25     | 0      |
| 2018/19         | Roda JC               | Eerste divisie  | 29         | 5          | 1     | 1     | 0         | 0         | 30     | 6      |
| Club totaal     | Club totaal           | Club totaal     | 63         | 6          | 4     | 1     | 3         | 1         | 70     | 8      |
| 2019/20         | Crawley Town          | League Two      | 4          | 0          | 1     | 0     | 0         | 0         | 5      | 0      |
| Club totaal     | Club totaal           | Club totaal     | 4          | 0          | 1     | 0     | 0         | 0         | 5      | 0      |
| 2019/20         | Aldershot Town (huur) | National League | 4          | 0          | 0     | 0     | 0         | 0         | 4      | 0      |
| Club totaal     | Club totaal           | Club totaal     | 4          | 0          | 0     | 0     | 0         | 0         | 4      | 0      |
| 2020/21         | Telstar               | Eerste divisie  | 29         | 5          | 1     | 0     | 0         | 0         | 30     | 5      |
| 2021/22         | Telstar               | Eerste divisie  | 30         | 2          | 3     | 1     | 0         | 0         | 33     | 3      |
| Club totaal     | Club totaal           | Club totaal     | 59         | 7          | 4     | 1     | 0         | 0         | 63     | 8      |
| 2022/23         | Pegia 2014            | B' Kategoria    | 25         | 3          | 1     | 0     | 0         | 0         | 26     | 3      |
| Club totaal     | Club totaal           | Club totaal     | 25         | 3          | 1     | 0     | 0         | 0         | 26     | 3      |
| 2023/24         | VVSB                  | Derde divisie   | 4          | 1          | 1     | 1     | 0         | 0         | 5      | 2      |
| Club totaal     | Club totaal           | Club totaal     | 4          | 1          | 1     | 1     | 0         | 0         | 5      | 2      |
| Carrière totaal | Carrière totaal       | Carrière totaal | 230        | 24         | 16    | 4     | 5         | 1         | 251    | 29     |

Bijgewerkt t/m 19 september 2023

## Interlandcarrière
Van Velzen kwam zevenmaal uit in het Nederlands voetbalelftal onder 17, dat destijds werd gecoacht door Albert Stuivenberg. Op 11 oktober 2015 maakte hij zijn debuut in Jong Oranje. In de wedstrijd tegen Jong Slowakije kwam Van Velzen na 74 minuten het veld in als vervanger van Mimoun Mahi.